# Іспанське завоювання Юкатану

Держави мая Юкатана напередодні вторгнення іспанців

Іспанське завоювання Юкатану — низка військових кампаній іспанських конкістадорів на чолі з Франсіско де Монтего проти маянських держав, внаслідок яких у 1547 році було захоплено півострів Юкатан, а значну частину його корінного населення знищено.

## Мая Юкатану на початку XVI ст.
До моменту іспанського завоювання велика частина півострова Юкатан була розділена між 16-ма невеликими індіанськими державами. Кожне з цих територіально-політичних утворень називалося у мая терміном «кучкабаль» (cuch cabal), перекладеним іспанцями як «провінція» (provincia).
Відповідно до маянської історичної традиції, ці дрібні держави, принаймні двічі, об'єднувалися в рамках ширшого політичного утворення, але через деякий час воно знову розпадалося на свої складові частини: з X по XIII століття більшу частину Юкатана захопили прибульці тольтеки, які влаштувалися в Чичен-Іці; а з XIII по XV століття вся зазначена область була підпорядкована династії мая-тольтекських правителів Кокомів, столицею яких було місто Маяпан.
Між володарями, які стояли на чолі держав юкатанських мая (їх іспанці називали касиками), велися безперервні зіткнення і війни через спірні землі, заради захоплення здобичі та рабів. Кордони «провінцій» були непостійні й неодноразово змінювалися протягом століть. Не всі «провінції» досить повно висвітлені в джерелах.
Щільність населення на 1 км2 площі коливалася в цих провінціях від 10 до 34 осіб. Самі розміри держав: від 1200 км2 до 9000 км2, а загальне число мешканців — від 30 до 120 тис. осіб.
Найбільш великими з цих держав були Ах-Кануль, Мані (Тутуль Шів) і Сотута. Ах-Кануль — одне з найбільших держав мая в північній частині півострова Юкатан, у прибережній смузі від Пунта Копоте до Ріо-Хомтун (північніше місто Кампече). Ця «провінція» простягалася з півночі на південь на 145 км, а із заходу на схід — на 50 км. До конкісти ця провінція була конфедерацію міст. Вона поділялася на північну і південну частини. Тут здавна існували великі розробки солі. 1605 року цей район давав понад 1000 тон солі на рік.
До моменту іспанського завоювання біля південно-східного краю півострова Юкатан, в басейні річки Канделарія, знаходилася велика і квітуча державу Акалан, створена мая-чонталь десь на початку післякласичного періоду. Акалан складався зі столичного міста Іцамканак і 76 підвладних йому містечок і селищ. У Іцамканаку знаходився двір правителя держави, храми найважливіших богів і 900—1000 «добротних будинків з каменю». Місто було поділено на 4 квартали, які мали власні імена Тацунум (Tatzunum), Атапан (Atapan), Чабте (Chabte) і Тасакто (Tazacto), власних богів-покровителів і їхні храми.
Кордони між провінціями були предметом особливої турботи з боку місцевих правителів. Вони періодично здійснювали обходи кордонів своїх володінь, відзначаючи їх або спеціальними штучними знаками (пірамідами з каміння, дерев'яними хрестами), або за найбільш помітними природними орієнтирами (окрема скеля, джерело, печера, самотнє велике дерево тощо). Для охорони кордонів виділялася спеціальна варта. На оригінальних картах доіспанського походження були ретельно нанесені всі міста і селища кожної держави разом з її землями.

## Передумови
У 1502 році під час свого четвертого плавання Христофор Колумб зустрів торгівців мая, які рухалися Гондураською затокою на великому човні. Човен було захоплено, а мая допитано, проте Колумб так й не вийшов на Юкатанських берег та не зустрів тамтешніх володарів.
У 1511 році 20 осіб на чолі із Педро де Вальдивією сіли на човен без вітрил, рятуючись з сілою на мілину каравели «Санта Марія дела Барка» (капітаном її був де Вальдивія), без припасів. Їх носило морем 13 днів. Досягнувши берега Юкатана, потрапили в руки касіка Халач Уїніка, який приніс у жертву де Вальдивію і 4 чоловік, а потім влаштував бенкет з їхніх тіл, як того велів звичай ритуального канібалізму. Решту посадив у клітку. Херонімо де Агіляр, Гонсало Герреро і ще 5-6 чоловік зламали в'язницю і втекли до лісу. Незабаром вони потрапили до іншого касіка Ах-Кін-Куца, правителя держави Шаман-Сама, ворогу Халач Уїніка, який використовував їх як рабів. Всі, окрім Агіляра і Герреро, померли. Агіляр врятувався з приходом Ернана Кортеса. Герреро пішов у Чектамаль. Там його прийняв касік На-Чан-Кан, який доручив йому керівництво військовими справами. Герреро одружився з його донькою.

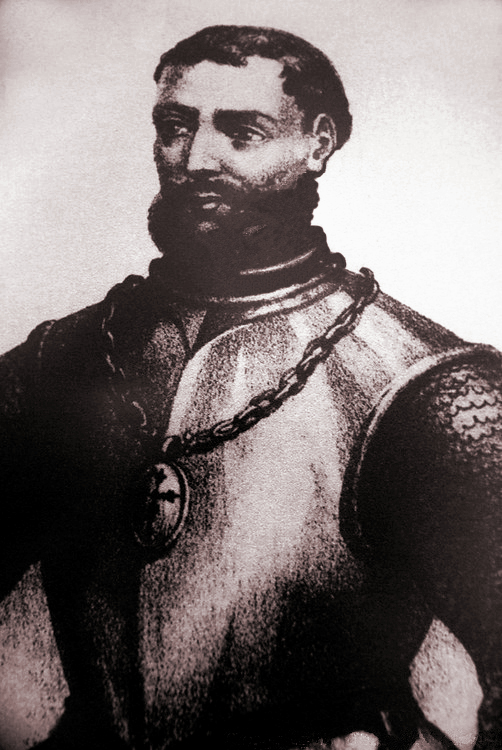
де Кордоба

Франсиско Ернандес де Кордоба, який очолював експедиція 1517 року, зміг гідно оцінити силу опору місцевих жителів. На мисі Каточе він втратив у бою 26 своїх вояків, а ще через деякий час у Потончане (Чампотон) касік Моч-Ковох завдав конкістадорам такої жорстокої поразки, що вони були змушені відступити. Розбитий, страждаючи від нестачі води, загін Кордоби повернувся на Кубу, де сам він незабаром помер від отриманих поранень. «Бухтою невдалого бою» назвали іспанці бухту Чампотон у пам'ять про поразку.

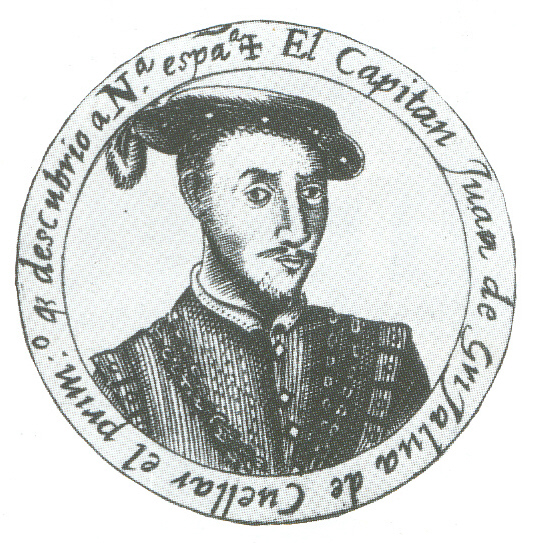
Хуан де Гріхальва

Хуан де Гріхальва, пройшовши уздовж східного і північного узбережжя півострова Юкатан, висадився 1518 року в Кампече, щоб поповнити запаси води. Він також мав запеклий бій з місцевими жителями. З іспанської сторони був убитий один чоловік і поранено сорок, але при цьому загинуло і велике число індіанців.
У 1519 році Ернан Кортес з 10-ма кораблями прибув до північного узбережжя о. Косумель. На Косумелі іспанці розграбували покинуте селище. У лісі вони знайшли дружину касика з дітьми. Потім вони вмовили місцевих мешканців повернутися. В одному з храмів іспанці помістили хрест і зображення Богоматері й переконали індіанців прийняти християнство. Тут вони зустріли Агіляра й забрали його із собою. Після нетривалої затримки Кортес попрямував у напрямку Мексиканської затоки.
У 1526 році Франсіско де Монтего королівським указом був призначений генерал-капітаном Юкатану і аделандтадо (губернатором) і верховним суддею цієї провінції. Він витратив багато грошей на покупку зброї, обмундирування, коней і провізії. Залишаючи рідні береги, продав свій маєток, який приносив йому 2 тис. дукатів доходу, оснастив на ці гроші 4 кораблі, посадив на них 400 осіб іспанців. У вересні 1527 року флотилія залишила Іспанію і попрямувала до Америки.

## Завоювання Юкатану

### Походи 1528—1530 років

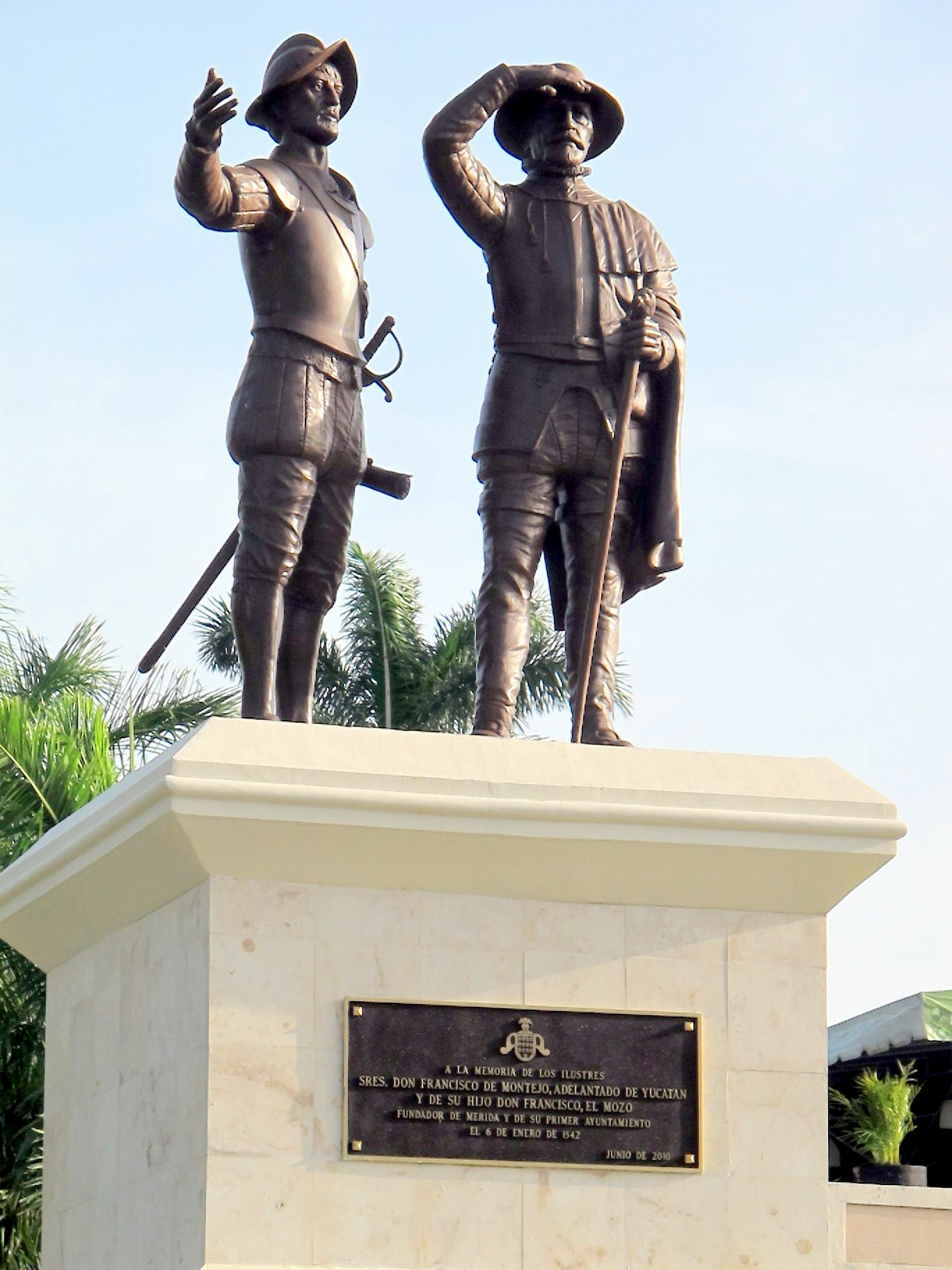
Франсіско де Монтего і Альварес

Завоювання Юкатану почалося в 1528 р. У вересні Монтего здійснив висадку на острів Косумель, де індіанці не чинили іспанцям ніякого опору. Потім експедиція перебралася на північно-східний берег Юкатана, розташований напроти Косумель по той бік протоки, і Монтего урочисто проголосив цю землю іспанським володінням. Поблизу селища Шельха було засновано перше іспанське поселення Саламанка. За допомогою жителів Шельха і Сама іспанці досить швидко звели для себе тимчасові житла, резиденцію губернатора, склади, арсенал і деяку подобу укріплень. Обрана місцевість виявилося дуже нездоровою. Незабаром у фортеці спалахнула епідемія якоїсь хвороби з гарячкою та інших хвороб. Залишивши там близько 40 хворих, Монтего повів свій загін у 125 вояків на північ, обстежуючи приморську смугу. Поблизу мису Каточе конкістадори повернули на захід.
В одних селищах іспанців зустрічали мирно, виносили подарунки, їжу і питво, пропонували носильників і провідників. В інших — обсипали купою стріл і каменів через високі барикади і палісади. Від повного знищення загін врятувало тільки те, що мая, налякані видом коней, дали іспанцям спокій, надавши голоду і хворобам довершити їхнє знищення. З великими труднощами іспанці дісталися до Поле, де їм довелося залишити ще 20 хворих, незабаром вбитих мая. Після короткого відпочинку Монтего рушив далі. У прибережному селі Шаманха вони зустріли Ах-Наум-Пата, касіка Косумеля. Він дав іспанцям продовольство і човни, виступив посередником у переговорах із правителями провінції Екаб. У м. Екабе іспанців зустріли фруктами і квітами. Загін стояв тут майже два місяці. Оговтавшись від негараздів і зібравши відомості про оточуючих областях, іспанці залишили Екаб і попрямували до Конілу і Качи. Але тепер їх на кожному кроці зустрічали засідки воїнів мая.
Далі іспанці без бою вступили у велике місто Чарвак-Ха (столицю держави Чикічель) з кам'яними будинками. Проте вночі мая таємно відіслали жінок і дітей і на світанку напали на іспанців. Ті насилу відбили атаку, втративши кілька десятків вояків.
Після цього конкістадори рушили на південь — в Аке. Вони знайшли місто покинутим і пограбували його. На наступний день іспанцям довелося витримати бій з індіанцями. Битва тривала півтора дні. Вбито понад 1200 індіанців. Іспанці теж втратили убитими і пораненими. Загинуло багато коней і бойових собак. Вояки мая втекли з поля бою.
Втім епідемії, голод і напад войовничих індіанців змусили Монтего залишити цю область. Іспанці повернулися до берега моря, минувши руїни стародавньої столиці мая Чичен-Іци.
Монтего розвідав східне узбережжя Юкатана до затоки Четумаль, всюди стикаючись із запеклим опором мая. Після цього іспанці рушили на південь до Четумаля. Тут в цей момент на службі у місцевого правителя Начан Каана перебував Гонсало Герреро. Під його керівництвом на вулицях і площах міста були вириті майстерно покриті згори ями-пастки для кавалерії іспанців, всюди виросли частоколи і барикади. По водах озера і затоки курсувала величезна флотилія бойових човнів. Знаючи завдяки своїм розвідникам, що інший загін на чолі із Алонсо де Авілою знаходиться в 30 лігах північніше Четумаля, Герреро через підісланих агентів запевнив його в загибелі загону Монтего. І Авіла без довгих сумнівів поспішив повернутися на північ. Незабаром він переніс іспанське поселення з Шельха в більш сприятливе місце біля селища Шаманха. З тим же успіхом Герреро зумів вселити Монтего думку про загибель судна Авіли на рифах біля юкатанського узбережжя.
У середині 1528 року, залишивши на узбережжі залогу, він відплив до Мексики, де розраховував отримати допомогу Ернана Кортеса, але той вже втратив свій вплив. Зазнавши невдачі, в 1529 році Монтего вирушив до західного узбережжя Юкатану і поступово підкорив територію сучасного мексиканського штату Табаско. 1530 року повернув до Табаско залогу з о. Косумель.

### Походи 1531—1533 років
У 1531 році було розпочато нову військову кампаніяю. Нею керував зять Монтего — Алонсо де Авіла (учасник експедиції Гріхальви і походів Кортеса). Авіла виступив з Табаско на схід, рушив до центральної частину Юкатана і першим з європейців перетнув весь півострів, дійшовши до затоки Чектемаль на березі Карибського моря. 
Загарбники зазнали тут поразки і були змушені з великими втратами відійти на південь, в Гондурас, вже завойований іспанцями.
Тим часом Франсіско де Монтего оселився на північному березі Юкатана і відправив звідти в глиб країни великий загін під командою свого сина Франсіско. Останньому після важкого переходу вдалося заснувати колонію біля руїн Чичен-Іци. Майстерно використовуючи ворожнечу держав Юкатана, конкістадори зуміли півтора року протриматися на північному узбережжі Юкатана і в районі Чичен-Іци. Тут Монтехо-молодший звів фортецю Сьюдад-Реаль («Королівське місто»), а навколишні землі розділив на маєтки і роздав конкістадорам.
Жорстке ярмо колонізаторів, їхні звірства викликали запеклий опір індіанців. Один знатний тубілець намагався вбити Монтехо і був страчений. Це викликало відкрите обурення індіанців. Мая стали безперестанку нападати на чужинців, і хоча конкістадори люто оборонялися і вбили чимало індіанців, тим вдалося взяти в облогу їхню фортецю. За свідченням Дієго де Ланди, у іспанців стали вичерпуватися запаси провіанту і вони вночі таємно покинули Сьюдад-Реаль.
У середині 1533 року загони іспанців Монтего залишили Юкатан і повернулася до Мексики. Туди відступив Алонсо де Авіла. Після відходу іспанців Юкатан спіткала жахлива посуха, яка тривала до 1536 року. Запаси кукурудзи за роки війни виснажилися, і в країні почався голод. Люди харчувалися деревною корою, гинули від виснаження і намагалися людськими жертвами умилостивити богів. Однак це не допомагало. П'ять років поспіль поля народу мая спустошувала сарана, не залишаючи на них жодного зеленого паростка. До того ж спалахнула війна між мая — між державами Мані та Сокота.

### Походи 1540—1547 років
За час відсутності на Юкатані Франсіско де Монтего затвердився у Гондурасі та на території сучасного штату Чіапас, поблизу Юкатана. 1540 року він розпочав нову кампанію проти мая. 1541 року Монтего знову відправив з Чіапаса свого сина на чолі військової експедиції на Юкатан. По долинах басейну річки Гріхальви той вийшов до моря, досяг Чампотон і побудував там фортецю. Потім загін перебрався на Кампече і звідти став з боями просуватися на північ, заснувавши 4 жовтня м. Сан-Франсіско.
Слідом іспанці почали завоювання провінції Чакан і Кех Печ. Попри те, що касіки з династії Печ (в Чикшулуб, Яшк'ук'уль і Конк'аль) підкорилися, більшість селищ чинили опір іспанцям. Жителі кидали домівки та засипали колодязі, постійно турбуючи іспанців нападами.
6 січня 1542 року іспанці заснували місто Мерида (тепер — столиця штату Юкатан), яке стало резиденцією колонізаторів. З Мериди Монтего розіслав загони в різні райони півострова. Деякі держави здалися без опору, північні ж області вдалося захопити лише після жорстоких боїв. У своїй поразці мая вбачали волю богів. До того ж у країні поширилася звістка, що іспанці завоювали всю Мексику і опір білим чужинцям робити марно. Багато держав добровільно підкорилися іспанцям.
Тоді перейшов на бік іспанців володар Мані — Тутуль-Шіу, який надав у розпорядження іспанців велику армію. Вона виступала на боці конкістадорів у битвах із племенами багатьох областей Юкатана. 11 червня 1542 року неподалік Мериди відбулася вирішальна битва між іспанцями та Мані з одного боку та вояками держав Сотута, Купуль, Кочвах, Экаб и Чавак-Ха. Мая не змогли протистояти закутим у лати завойовникам, їхній кінноті та вогнепальній зброї і, зазнавши поразки, розбіглися. Іспанський загін попрямував до Текоху, столиці держави Ахі Кін Чель, і спробував вторгнутися в державу Купуль, але, зустрівши сильний опір, повернув у Чавак-Ха.
За підтримки військ Мані іспанці займали одну область за іншою (Купуль, Екаб, Кочуах), вбиваючи жерців і знать, які намагалися організувати опір. 1543 року здався іспанцям і прийняв християнство Чі Кококм, правитель Сотути.
У 1544 році конкістадори захопили східну частину Юкатана (державу Чактемаль) і вчинили там жорстоку різанину, так що цей густонаселений край перетворився на майже нежилу пустелю. Захопивши в полон касиків та інших знатних мая, конкістадори закували їх у ланцюги і спалили живцем. Того ж року засновано головне місто Вальядолід (на місті столиці Купуля — Сакі).
У північних і західних областях півострова, де деякі касики підкорилися конкістадорам, індіанці не зазнали настільки масового винищення. Але й тут іспанці жорстоко придушували будь-яку спробу до опору.
У 1546 році юкатанські мая розпочали потужне повстання, яке охопило увесь схід півострова. До нього доєдналися «провінції» Купуль, Кочуа, Сотута, Тасес, Яйміль, Четумаль і Чикінчель. Повсталі перебили поміщиків і обложили головне місто Вальядолід. В один день вони вбили 17 іспанців і 400 індіанців, їхніх слуг. Повсталі негайно розіслали по всій країні руки і ноги вбитих в знак того, що вони зробили, щоб викликати повстання. Але інші провінції не підтримали повстання. Воно тривало 4 місяці. На допомогу своїм загонам у грудні 1546 року прибув Монтего-старший. Лише у березні 1547 року остаточно придушено спротив мая.
Останнє повстання тривало у 1547—1549 роках на території вдовж затоки Дульсе.

## Підсумки
Юкатан було підпорядковано Аудієнсії Гватемала, з 1560 року — віце-королівству Нова Іспанія, у 1565 році тут створено генерал-капітанство Юкатан, яке існувало до 1821 року. 1545 року в Мериді засновано ставку францисканців. 12 липня 1562 році у Мані відбулося перше аутодафе на Юкатані.
Індіанців спіткали також стихійні лиха — у 1560-х роках цілі райони спустошив жахливий ураган, який переламав всі дерева, так що країна виглядала як би постриженою велетенськими ножицями; дерева, падаючи, вбили і покалічили безліч людей, знищили звірів у лісах. За словами хроніста Ланди, — Юкатан можна було більше назвати «країною оленів та індиків». З людей врятувалися лише ті, хто жив в убогих хатинах, великі ж будинки, зруйновані під час урагану, спалахували від вогню вогнищ і в них живцем згорали люди. За ураганом була тривала, спустошлива посуха, кілька епідемій, нашестя сарани і голод. Народ мая вимирав цілими племенами, так що, за словами Ланди, було дивом, що в країні цієї ще залишалися люди.
Колоніальний режим зумовив докорінні зміни в економічному базисі, на якому ґрунтувалося суспільство мая. Перший же удар по продуктивним силам призвів до катастрофічних наслідків: смерть в боях тисяч чоловіків, жорстокі репресії проти цивільного населення за чинення опору завойовникам, фізичне знищення жителів цілих поселень, втеча індіанців у глухі місця і навіть іноді колективне самогубство. Але ще більше спустошення сіяли навколо нові хвороби, принесені конкістадорами. Епідемії зумовили серед корінного населення величезні втрати, практично знищивши мешканців багатьох областей. Велика частина зони мая, особливо північний схід Юкатана, все східне узбережжя півострова втратили приблизно 90 % мешканців.
Водночас продуктивні сили помітно зросли в інших відносинах завдяки введенню нових оброблюваних культур і розведення домашніх тварин. Серед привезених рослин були цитрусові, смоковниці, гранатові, кокосові, а також банани, дині, цукровий очерет; такі городні культури, як салат, капуста, ріпа, цибуля, огірок і редька, і, крім того, пшениця. Що стосується тваринництва, було розпочато розведення коней, мулів, ослів, свиней, овець, кіз, корів, а також курей. Як домашніх тварин іспанці привезли з собою кішок і нові породи собак, невідомі тут раніше.
Впроваджувалися знаряддя з металу (заліза, бронзи, сталі) — сокири, мачете, кирка, лопата і плуг. Використання тяглової сили тварин і колісних візків прийшло на зміну праці носильників. Застосування залізного лому і пороху зробило можливим риття глибоких колодязів. У деяких випадках на них навіть ставилися підйомники. На корабельнях будувалися вантажні та рибальські судна. Споруджувалися преси (млини) для отримання соку з цукрового очерету.
У колоніальну епоху було побудовано мало заводів. Це були головним чином підприємства з переробки хенекена та індиго, отриманню крохмалю і дубильних речовин, миловарні заводи тощо. Збільшився видобуток фарбувального дерева, кошенілі, хенекена, копала, оленячих шкір, меду і воску, солі. Зріс вивіз коштовних порід дерев. У XVIII ст. стали розводити тютюн, вже відомий мая, і рис.
Змінилася система землеволодіння, оскільки завдяки королівським пожалування конкістадори отримали у власність значну частину общинних земель. Хоча іспанські закони захищали права індіанських громад-ехідос на землі, що перебували в громадському користуванні, ці закони на місцях нерідко ігнорувалися, і на землях громади іспанці розводили велику рогату худобу, свиней, вирощували маїс.